# Товстонасінник голостеблий
Товстонасінник голостеблий (Physospermum cornubiense) — вид квіткових рослин родини окружкових (Apiaceae).

## Біоморфологічна характеристика
Це майже гола багаторічна рослина 30–150 см заввишки. Стебла тверді, ребристі. Стебловий листок 1; інші — редуковані до стеблоохопних піхв, зазвичай пурпурно забарвлених; прикореневі листки на довгій ніжці, 2–4-перистороздільні, 15–20 см. Парасольки 5–8 см у діаметрі, з 10–20 променями. Квітки по 10-20 на зонтику, половина з них двостатеві, половина чоловічі. Чашечка з зубцями 0.2–0.5 мм. Пелюстки ≈ 1.5 × 1 мм. Плоди ≈ 3–5 × 5 мм, здуті.

## Поширення
Європа й Західна Азія.
В Україні вид зростає у лісах, серед чагарників — у Донецькому Лісостепу та гірському Криму, звичайно.